# Дегенерация Х: Във вашия дом
Дегенерация Х: Във вашия дом (на английски: D-Generation X: In Your House) е деветнадесетото pay-per-view събитие от поредицата Във вашия дом, продуцирано от Световната федерация по кеч (WWF). Събитието се провежда на 7 декември 1997 г. в Спрингфийлд, Масачузетс.

## Обща информация
В основното събитие Кен Шамрок победи Шон Майкълс чрез дисквалификация в мач за Световната титла в тежка категория на WWF. Така Майкълс запазва титлата си. Забележителните мачове на ъндъркарда включват Ледения Стив Остин, побеждаващ Скалата за Интерконтиненталната титла на WWF, Разбойниците на Новото време побеждават Легионът на смъртта чрез дисквалификация за Световните отборни титли на WWF и комисаря на WWF Сержант Слоутър, връщащ се от пенсиониране, за да загуби мач Лагер за новобранци от Трите Хикса.

## Резултати
| №                                         | Резултати | Правила                                                           | Време |
| ----------------------------------------- | --- | ----------------------------------------------------------------- | ----- |
| 1                                         | Така Мичиноку побеждава Брайън Кристофър | Индивидуален мач за дебютната Титла в лека-тежка категория на WWF | 12:02 |
| 2                                         | Лос Бурикос (Хесус Кастийо, Жозе Естрада младши и Мигел Перес младши) (със Савио Вега) поб. Последователите на апокалипсиса (8-Бол, Чейнз и Скъл) | Шесторен отборен мач                                              | 07:58 |
| 3                                         | Бътърбийн поб. Марк Меро (със Сейбъл) чрез дисквалификация                                                                                        | Мач Силовак                                                       | 10:20 |
| 4                                         | Разбойниците на Новото време (Били Гън и Роуд Дог) (ш) поб. Легионът на смъртта (Животното и Ястреба) чрез дисквалификация                        | Отборен мач за Световните отборни титли на WWF                    | 10:32 |
| 5                                         | Трите Хикса (с Чайна) поб. Сержант Слоутър | Мач Лагер за новобранци                                           | 17:39 |
| 6                                         | Джеф Джарет поб. Гробаря чрез дисквалификация | Индивидуален мач                                                  | 06:54 |
| 7                                         | Ледения Стив Остин (ш) поб. Скалата (с Д'Ло Браун, Кама Мустафа и Фарук)                                                                          | Индивидуален мач за Интерконтиненталната титла на WWF             | 05:28 |
| 8                                         | Кен Шамрок поб. Шон Майкълс (ш) (с Чайна и Трите Хикса) чрез дисквалификация                                                                      | Индивидуален мач за Световната титла в тежка категория на WWF     | 18:27 |
| - (ш) – указва шампиона/шампионите в мача | |                                                                   |       |